# Richard Thurlow
Richard C. Thurlow é um historiador do fascismo na Grã-Bretanha. Ele formou-se na University of York e na University of Sussex e agora é professor honorário da University of Sheffield, onde anteriormente leccionou.

## Publicações seleccionadas

### Livros
- British Fascism: Essays on the Radical Right in Inter-War Britain. Croom Helm, 1980. (Editor com Kenneth Lunn)
- Fascism in Britain: A History, 1918-85. Basil Blackwell, Oxford, 1987.[2]ISBN 0631136185
- O Estado Secreto: Segurança Interna Britânica no Século XX. Oxford University Press, Oxford, 1994.[3][4]
- Fascismo. Cambridge Perspectives in History. Cambridge University Press, Cambridge, 1999.
- Fascism in Modern Britain. Sutton, Stroud, 2000